# Мария Леополдина Хенриета фон Хоенлое-Бартенщайн
Мария Леополдина Хенриета фон Хоенлое-Бартенщайн (на немски: Marie Leopoldine Henriette Prinzessin zu Hohenlohe-Bartenstein; * 15 юли 1761, Бартенщайн, Швебиш Хал; † 15 февруари 1807, Клайнхойбах, Бавария) е принцеса от Хоенлое-Бартенщайн и чрез женитба княгиня на Льовенщайн-Вертхайм-Рошфор и от 1803 г. княгиня на Льовенщайн-Вертхайм-Розенберг.

## Живот
Дъщеря е на княз Лудвиг Карл Франц Леополд фон Хоенлое-Валденбург-Бартенщайн (1731 – 1799) и съпругата му графиня Фредерика Поликсена фон Лимбург-Щирум (1738 – 1798), дъщеря на граф Кристиан Ото фон Лимбург-Щирум (1694 – 1749) и третата му съпруга принцеса Каролина Юлиана София фон Хоенлое-Валденбург-Шилингсфюрст (1705 – 1758).
Мария Леополдина Хенриета се омъжва на 9 май 1780 г. в Бартенщайн за княз Доминик Константин фон Льовенщайн-Вертхайм-Рошфор (* 16 април 1762, Нанси; † 18 април 1814, Франкфурт на Майн), син на принц Теодор Александер фон Льовенщайн-Вертхайм-Рошфор (1722 – 1780) и графиня Катарина Луиза Еленора фон Лайнинген-Дагсбург-Хартенбург (1735 – 1805).
Мария Леополдина Хенриета умира на 45 години на 15 февруари 1807 г. в Клайнхойбах близо до Милтенберг. Нейният вдовец Доминик Константин се жени втори път на 15 април 1807 г. в Констанц за графиня Мария Кресценция фон Кьонигсег-Ротенфелс (1786 – 1821).
- Дворец Бартенщайн
- Дворец Клайнхойбах

## Деца
Мария Леополдина Хенриета и Доминик Константин имат децата:
- Луиза Йозефа (* 23 февруари 1781; † 5 август 1785)
- Кристиана Хенриета Поликсена (* 6 май 1782; † 5 юли 1811), омъжена на 25 юли 1805 г. в Клайнхойбах за княз Франц фон Валдбург-Цайл (* 1778; † 1845)
- Карл Томас (* 18 юли 1783; † 3 ноември 1849, Хайделберг), княз на Льовенщайн-Вертхайм-Розенберг, женен на 29 септември 1799 г. в Елванген за графиня София фон Виндиш-Гретц (* 1784; † 1848)
- Йозефа Луиза/Жозефина (* 1 ноември 1784; † 4 април 1789)
- Константин (* 26 март 1786, Вертхайм; † 9 май 1844, Мюнхен), принц, баварски генерал, женен на 31 юли 1821 г. в Клайнхойбах за племенницата му принцеса Леополдина фон Льовенщайн-Вертхайм-Розенберг (* 1804; † 1869), дъщеря на брат му Карл Томас
- Луиза Кристиана Шарлота (* 12 май 1788; † 15 юли 1799)
- Вилхелм (* 31 март 1795; † 2 февруари 1838, Прага), женен (морганатичен брак) в Пеща на 12 октомври 1833 г. за Емилия Давид, издигната от великия херцог на Хесен на 2 август 1834 г. на „Фрау фон Наузес“, и на 6 февруари 1838 г. на „Фрайфрау фон Хабитцхайм“ (* 1810; † 1855)